# Saint-Michel-sur-Meurthe
Saint-Michel-sur-Meurthe è un comune francese di 1 820 abitanti situato nel dipartimento dei Vosgi nella regione del Grand Est.

## Storia

### Simboli
Il comune utilizza uno stemma non riconosciuto ufficialmente che riproduce l'arcangelo Michele, che dà il nome al paese, sopra il fiume Meurthe.

## Società

### Evoluzione demografica
Abitanti censiti